# Димитър Лалата
Димитър Лалата е гръцки общественик, подпомагал активно Българското възраждане в Гюмюрджина и околията.

## Биография
Роден е в тракийския град Гюмюрджина. Става изключително влиятелен пред местните османски власти и пред мютесарифа и влиза в местния окръжен съвет. Влиза в обтегнати отношения с гръцкия владика и поддръжника му Х. Зоиди. Владиката го отлъчва от църквата и Лалата минава изцяло на българска страна като всячески подкрепя българското църковно и просветно дело в Гюмюрджина. Подкрепя отказващите се от Патриаршията българи, влиза във връзка с члена на вилаетския съвет в Одрин Георги Сивриев и с управляващия Одринска епархия на Българската екзархия архимандрит Софроний. Лалата се явява пред правителството и защитава наклеветени българи. Той подава искането за учредяване на българско архиерейско наместничество в Гюмюрджина и съдейства да се открие българска църква в града. Лалата помага на чадърлийци да се отцепят от Патриаршията.